# 프랑스 현대공화국민회의
현대공화국민회의(Républicains opportunistes)는 1871년에서 1901년까지 프랑스 제1공화정 시대에서 있었던 공화제 1세대 프랑스 시대 중도좌파 정당이다. 1871년 창당되었고 1901년에 폐지 및 해산되었다. 지난날 펠릭스 포르가 이 정당에서 프랑스 대통령 선거 후보 출마하여 당선되었다.

## 같이 보기
- 기회주의